# Duma Jankesów
Duma Jankesów (ang. The Pride of the Yankees) – amerykański film z 1942 roku w reżyserii Sama Wooda.
W 2024 roku został wprowadzony do Narodowego Rejestru Filmowego Stanów Zjednoczonych jako film „znaczący kulturowo, historycznie bądź estetycznie”.

## Obsada
- Gary Cooper - Lou Gehrig
- Teresa Wright - Eleanor Gehrig
- Babe Ruth - on sam
- Walter Brennan - Sam Blake
- Dan Duryea - Hank Hanneman
- Elsa Janssen - Mom Gehrig
- Ludwig Stössel - Pop Gehrig
- Virginia Gilmore - Myra
- Bill Dickey - on sam
- Ernie Adams - Miller Huggins
- Pierre Watkin - pan Twitchell
- Harry Harvey - Joe McCarthy
- Bob Meusel - on sam
- Mark Koenig - on sam
- Bill Stern - on sam
- Addison Richards - trener
- Hardie Albright - Van Tuyl
- Edward Fielding - lekarz w klinice
- George Lessey - burmistrz New Rochelle
- Edgar Barrier - lekarz w szpitalu
- Douglas Croft - Lou Gehrig (chłopiec)
- Gene Collins as Bill (w wieku 8 lat)
- David Holt - Billy (w wieku 17 lat)
- Veloz and Yolanda  - tancerze
- Frank Faylen - trener 3. bazy Jankesów (niewymieniony w czołówce)
- C. Montague Shaw - pan Worthington (niewymieniony w czołówce)
- James Westerfield - widz (niewymieniony w czołówce)
- Lester Dorr - rozczarowany fan (niewymieniony w czołówce)

## Nagrody i nominacje
| Nazwa nagrody | Wygrane                              | Nominacje |
| ------------- | ------------------------------------ | --- |
| Oscar         | 1943 Najlepszy montaż Daniel Mandell | 1943 Najlepszy film wytwórnia Samuel Goldwyn Productions Najlepszy aktor pierwszoplanowy Gary Cooper Najlepsza aktorka pierwszoplanowa Teresa Wright Najlepsza muzyka w dramacie lub komedii Leigh Harline Najlepsza scenografia - filmy czarno-białe Howard Bristol, Perry Ferguson Najlepsze efekty specjalne Jack Cosgrove (I), Ray Binger, Thomas T. Moulton Najlepsze oryginalne materiały do scenariusza Paul Gallico Najlepsze zdjęcia - filmy czarno-białe Rudolph Maté Najlepszy dźwięk Thomas T. Moulton Samuel Goldwyn SSD Najlepszy scenariusz Herman J. Mankiewicz, Jo Swerling |

## Wyróżnienia
| Rok wyróżnienia | Amerykański Instytut Filmowy                                     | Miejsce |
| --------------- | ---------------------------------------------------------------- | --- |
| 2003            | Lista 100 największych bohaterów i złoczyńców                    | 25. miejsce wśród bohaterów Gary Cooper jako Lou Gehrig                                                        |
| 2005            | Lista 100 najlepszych kwestii filmowych wszech czasów            | 38. miejsce Gary Cooper jako Lou Gehrig: „Today, I consider myself the luckiest man on the face of the earth.” |
| 2006            | Lista 100 najbardziej inspirujących filmów wszech czasów         | 22. |
| 2008            | Lista 10 najlepszych filmów w 10 klasycznych gatunkach filmowych | 3. miejsce w kategorii filmy sportowe                                                                          |